# Zawitne (rejon leniński)
Zawitne (ukr. Завітне, ros. Заветное, Zawietnoje) – wieś na Ukrainie, w Autonomicznej Republice Krymu (de iure stanowiącej integralną część państwa ukraińskiego, w 2014 anektowanej przez Rosję i odtąd funkcjonującej jako Republika Krymu), w rejonie nyżniohirskim. W 2001 liczyła 1416 mieszkańców, wśród których 182 wskazało jako ojczysty język ukraiński, 1102 rosyjski, 111 krymskotatarski, 5 białoruski, 1 ormiański, 1 polski, a 14 inny. Według spisu ludności przeprowadzonego przez okupacyjne władze rosyjskie populacja wsi w 2014 wynosiła 1175 osób.